# Метесару (комуна)
Метесару (рум. Mătăsaru) — комуна у повіті Димбовіца в Румунії. До складу комуни входять такі села (дані про населення за 2002 рік):
- Крецулешть (434 особи)
- Метесару (1020 осіб)
- Одая-Туркулуй (1244 особи)
- Поройніка (919 осіб)
- Пуцу-ку-Салчіє (781 особа)
- Селчоара (245 осіб)
- Тецкою (1108 осіб)

Комуна розташована на відстані 60 км на північний захід від Бухареста, 24 км на південь від Тирговіште, 135 км на схід від Крайови, 106 км на південь від Брашова.

## Населення
За даними перепису населення 2002 року у комуні проживала 5751 особа.
Національний склад населення комуни:
| Національність | Кількість осіб | Відсоток |
| -------------- | -------------- | -------- |
| румуни         | 5460           | 94,9%    |
| цигани         | 286            | 5,0%     |
| угорці         | 5              | 0,1%     |

Рідною мовою назвали:
| Мова      | Кількість осіб | Відсоток |
| --------- | -------------- | -------- |
| румунська | 5473           | 95,2%    |
| циганська | 273            | 4,7%     |
| угорська  | 5              | 0,1%     |

Склад населення комуни за віросповіданням:
| Релігія       | Кількість осіб | Відсоток |
| ------------- | -------------- | -------- |
| православні   | 5736           | 99,7%    |
| адвентисти    | 7              | 0,1%     |
| римо-католики | 4              | 0,1%     |
| реформати     | 2              | < 0,1%   |
| баптисти      | 1              | < 0,1%   |
| атеїсти       | 1              | < 0,1%   |